# Liparetrus rugatus
Liparetrus rugatus är en skalbaggsart som beskrevs av Blackburn 1905. Liparetrus rugatus ingår i släktet Liparetrus och familjen Melolonthidae. Inga underarter finns listade i Catalogue of Life.